# 시키시마 (전함)
시키시마(敷島)는 1898년 11월 1일 진수된 일본 제국 해군의 전함이다. 시키시마형 전함의 1번함이다. 함 명은 일본 전체에서도 인정받는 아름다운 이름 중의 하나로 모토오리 노리나가의 와카 가사에서 따온 것으로 추측되며, 이전에 건조된 슬루프 야마토(1885년 진수)와 이후의 아사히(1899년)도 동일한 싯구에서 따온 것이다.
敷島のやまと心を人問はば朝日ににほふ山ざくら花
(시키시마의 야마토 마음을 인간에게 묻는 당신은 아침날(아사히)에 니호게 산 벚나무 꽃)

## 개요
1896년 제10의회에서 통과한 제2기 확장 계획(66확장계획)에 따라 건조된 4척의 전함 중 제1번 함으로 영국 런던의 템즈 철공 조선소에서 건조되었다. 러일 전쟁에서 주력함으로 참가하여 여순항 해전, 여순항 포위, 황해 해전, 쓰시마 해전과 주요 작전에 참가했다.
그후 해방함으로 함종 분류를 변경하였고, 제1차 세계 대전 후 워싱턴 해군 군축 조약에 의해 무장과 장갑을 모두 철거하고 연습 특무함으로 사세보 항에 계류시켜 사용되었다. 종전 시는 추진기가 철거되고 사세보 해병단 소속의 연습선으로 노에무라에 무사히 계류되어 있었다. 전후 1947년에 사세보에서 해체되었다.

## 연표
- 1897년 3월 29일 영국, 템즈 철공소에서 기공
- 1898년 11월 1일 진수
- 1900년
  - 1월 26일 준공
  - 1월 27일 일본으로 회항
  - 4월 17일 구레시에 도착
- 1904년 제1함대 제1전대 소속으로 러일 전쟁에 참여
  - 2월 9일부터 여순항 해전, 여순항 포위 작전에 참여
  - 8월 10일 황해 해전에 참가
- 1905년 5월 27일, 28일 쓰시마 해전에 참가
- 1920년 니콜라옙스크 사건에서 연해주 연안 경계에 투입
- 1921년 9월 1일 일등해방함
- 1923년 4월 1일 연습특무함
- 1925년부터 사세보에 정기 계류
- 1945년 11월 20일 퇴역
- 1947년 사세보 선박 공업 (구 사세보 해군 조선소)에서 해체

## 참고 자료
- 泉江三 『軍艦メカニズム図鑑-日本の戦艦 上』グランプリ출판, 2001년 ISBN 4-87687-221-X
- 해군역사보존회 『일본해군사』 제7권, 제8권, 제10권, 第一法規出版, 1995년
- 片桐大自『聯合艦隊軍艦銘銘伝』光人社、1993년 ISBN 4-7698-0386-9
- 福井静夫 『福井静夫 저작집 제1권 日本戦艦物語I』 光人社, 1992년 ISBN 4-7698-0607-8
- 福井静夫 『福井静夫 저작집 제2권 日本戦艦物語II』 光人社, 1992년 ISBN 4-7698-0608-6
- 『관보』